# Leylah Fernandez
Leylah Annie Fernandez (n. 6 septembrie 2002, Montréal, provincia Québec, Canada) este o jucătoare profesionistă canadiană de tenis cu origini ecuadoriano-filipineze. A câștigat primul său titlu WTA Tour la simplu la Open Monterrey 2021. Cea mai bună clasare la nivel mondial la simplu este locul 13, la 8 august 2022; la dublu, locul 17 mondial, în octombrie 2023. Fernandez a ajuns în prima sa finală de Grand Slam la US Open 2021, fiind învinsă de Emma Răducanu.

## Cariera profesională

### 2019: Debut
La 21 iulie 2019, Fernandez a câștigat primul ei titlu profesionist de tenis la simplu învingând-o pe canadianca Carson Branstine în finala Gatineau Challenger. Fernandez a câștigat, de asemenea, primul ei titlu profesionist la dublu la aceeași dată când a făcut echipă cu Rebecca Marino din Vancouver. Perechea a învins echipa cap de serie nr. 2, Marcela Zacarías din Mexic și Hsu Chieh-yu din Taiwan. Săptămâna următoare, ea a făcut a doua finală consecutivă ITF la Granby, pierzând în fața australiencei Lizette Cabrera.

### 2020: Debut la Grand Slam, prima finală a Turului WTA, runda a treia a French Open
Fernandez și-a făcut debutul în Grand Slam la Australian Open 2020. După calificare, ea a pierdut în prima rundă în fața Lauren Davis.
A obținut cea mai mare victorie din cariera ei săptămâna următoare în turul de calificare al Cupei Billie Jean King împotriva nr. 5 mondial, Belinda Bencic.
La sfârșitul lunii februarie, la Mexican Open, s-a calificat și a ajuns la prima finală a unui turneu WTA, unde, după ce a câștigat 12 seturi la rând, a fost învinsă de numărul 69 mondial, Heather Watson. O săptămână mai târziu, a învins-o pe campioana de Grand Slam, Sloane Stephens, pentru a ajunge în sferturile de finală ale Monterrey Open, pierzând în fața Elina Svitolina.
Mai târziu, în mai, la French Open, Fernandez a ajuns în runda a treia, învingându-le pe Magda Linette în runda de deschidere și apoi pe Polona Hercog înainte de a pierde în fața Petra Kvitova în seturi consecutive.

### 2021: Primul titlu WTA, finala US Open și debutul la Indian Wells
În martie, la Monterrey Open, ea a câștigat primele patru meciuri pentru a ajunge în finală, învingând-o pe Viktorija Golubic și câștigând primul titlu WTA din carieră. La 18 ani, ea a fost cea mai tânără jucătoare de pe tabloul principal și a câștigat fără a pierde un set în timpul turneului.
La US Open, Fernandez a învins-o pe campioana en-titre și cap de serie nr.3, Naomi Osaka, în trei seturi în runda a treia, pe fosta numărul 1 mondial și de trei ori campioană de Grand Slam, Angelique Kerber, în runda a patra, în trei seturi, și pe capul de serie nr.5 Elina Svitolina în sferturi, din nou în trei seturi, pentru a ajunge în semifinale la o zi după ce a împlinit 19 ani. Apoi a învins-o pe Arina Sabalenka, cap de serie nr.2, ajungând în prima ei finală majoră, fiind prima jucătoare născută în 2002 care a ajuns la o astfel de finală. În finală, ea a pierdut în fața adolescentei Emma Răducanu, în seturi consecutive.
Fernandez și-a făcut apoi debutul la Indian Wells Open unde a fost cap de serie nr.23. Ea a învins-o mai întâi pe Alizé Cornet în runda a doua și pe finalista de la Openul Francez Anastasia Pavliucenkova în a treia, înainte de a suferi o înfrângere în runda a patra în fașa lui Shelby Rogers.
La sfârșitul anului, Fernandez a primit premiul Bobbie Rosenfeld de la Canadian Press ca alegere pentru sportiva canadiană din 2021.

### 2022: Al doilea titlu Monterrey, Indian Wells dublu SF
Fernandez a început sezonul la Adelaide International. Ea a avansat în optimile de finală unde a fost învinsă de Iga Świątek, în seturi consecutive. A pierdut în fața lui Maddison Inglis în runda de deschidere la Australian Open, unde a fost cap de serie nr.23.
În martie, Fernandez și-a apărat titlul la Monterrey Open, ajungând la a patra finală și câștigând al doilea titlu WTA. Învingând pe Anna Karolína Schmiedlová, Zheng Qinwen, Wang Qiang și Beatriz Haddad Maia pentru a ajunge în finală, Fernandez a câștigat împotriva Camilei Osorio în trei seturi, salvând cinci puncte de meci în setul final. Fernandez a intrat și în competiția de dublu alături de sora ei, Bianca Fernandez. Au pierdut în primul tur în fața Elixane Lechemia și Ingrid Neel.
Fernandez a intrat ulterior la Indian Wells Open. Intrând direct în runda a doua, ea a avansat în runda a treia după ce Amanda Anisimova s-a retras. A învins-o pe Shelby Rogers în trei seturi, apoi a pierdut în fața campioanei Paula Badosa în runda a patra. Fernandez a intrat și în competiția de dublu, în parteneriat cu Alizé Cornet. Perechea a ajuns în semifinale, înainte de a pierde în fața perechii Xu Yifan și Yang Zhaoxuan.

## Viața personală
Fernandez este fan al echipei spaniole de fotbal Real Madrid și al echipei engleze de fotbal Manchester City. Ea vorbește trei limbi: engleză, franceză și spaniolă.

## Statistici carieră

### Participare la turnee de Grand Slam
| C | F | SF | QF | #R | RR | Q# | P# | DNQ | A | Z# | PO | Au | Ag | Br | NMS | P | NH |

| Turneu               | 2018 | 2019 | 2020 | 2021 | 2022 | 2023 | 2024 | 2025 | SR                | C–P               | Win%              |
| -------------------- | ---- | ---- | ---- | ---- | ---- | ---- | ---- | ---- | ----------------- | ----------------- | ----------------- |
| Australian Open      | A    | A    | 1R   | 1R   | 1R   | 2R   | 2R   | 3R   | 0 / 6             | 4—6               | 40%               |
| French Open          | A    | A    | 3R   | 2R   | QF   | 2R   | 3R   |      | 0 / 5             | 10–5              | 67%               |
| Wimbledon            | A    | A    | NH   | 1R   | A    | 2R   | 2R   |      | 0 / 3             | 2–3               | 40%               |
| US Open              | A    | A    | 2R   | F    | 2R   | 1R   | 1R   |      | 0 / 5             | 8–5               | 62%               |
| Câștigat–pierdut     | 0–0  | 0–0  | 3–3  | 7–4  | 5–3  | 3–4  | 4–4  | 2–1  | 0 / 19            | 24–19             | 56%               |
| Statistici carieră   |      |      |      |      |      |      |      |      |                   |                   |                   |
|                      | 2018 | 2019 | 2020 | 2021 | 2022 | 2023 | 2024 | 2025 | SR                | C–P               | Victorii%         |
| Turnee               | 1    | 2    | 7    | 15   | 14   | 21   | 23   | 0    | Total carieră: 83 | Total carieră: 83 | Total carieră: 83 |
| Titluri              | 0    | 0    | 0    | 1    | 1    | 1    | 0    | 0    | Total carieră: 3  | Total carieră: 3  | Total carieră: 3  |
| Finale               | 0    | 0    | 1    | 2    | 1    | 1    | 1    | 0    | Total carieră: 6  | Total carieră: 6  | Total carieră: 6  |
| Clasament sf. anului | 487  | 209  | 88   | 24   | 40   | 35   | 31   |      | 5.657.198 $       | 5.657.198 $       | 5.657.198 $       |

### Finale de Grand Slam

#### Simplu: 1 (1 finalistă)
| Rezultat | An   | Turneu  | Suprafață | Oponent       | Scor     |
| -------- | ---- | ------- | --------- | ------------- | -------- |
| Pierdut  | 2021 | US Open | Hard      | Emma Răducanu | 4–6, 3–6 |